# Battaglia di Callao
La battaglia di Callao venne combattuta il 2 maggio 1866 tra una flotta spagnola comandata dell'ammiraglio Casto Méndez Núñez e i difensori presenti sulle fortificazioni della città portuale peruviana di Callao durante guerra ispano-sudamericana.